# 戸田鋭之助

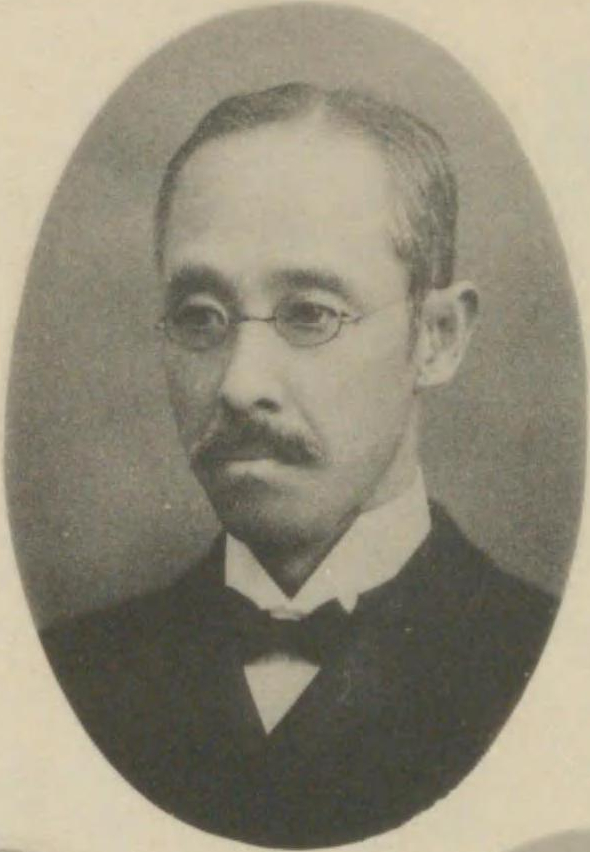
戸田鋭之助の肖像写真

戸田 鋭之助（とだ えいのすけ、安政4年12月7日〈1858年1月21日〉 - 1941年〈昭和16年〉9月28日）は、幕末の武士、明治から昭和戦前期にかけての銀行家・実業家である。大垣藩家老を務める戸田治部左衛門家の11代目で、諱は直養。
父の早世により幼くして家督を継ぎ大垣藩家老となる。明治維新後は地元大垣の財界人として大垣商工会議所会頭や大垣共立銀行頭取・副頭取を長く務めた。市制施行前の大垣町で町長（初代）や町会議員を務めたこともある。

## 経歴

### 家督相続

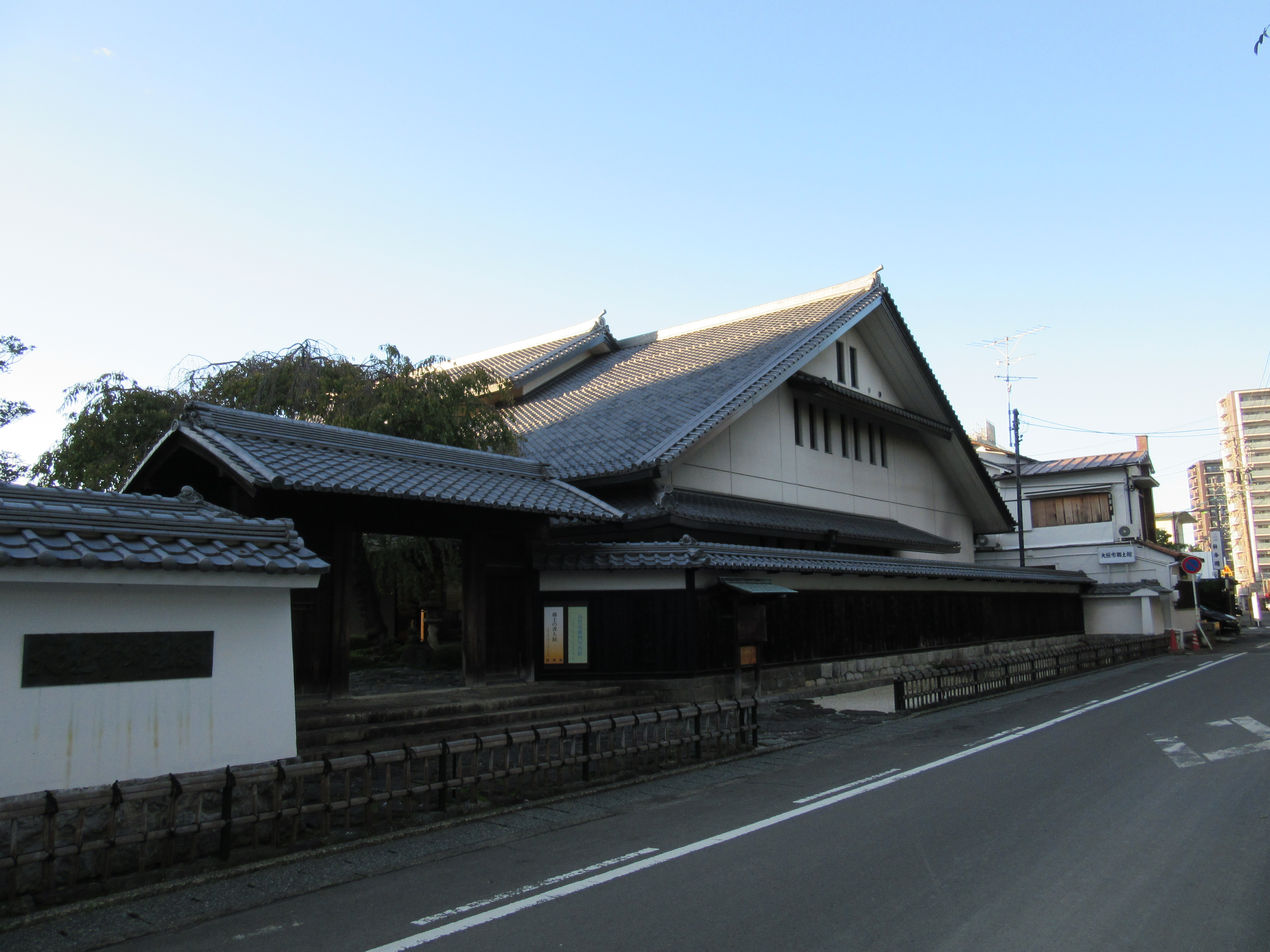
大垣市郷土館に残る旧戸田鋭之助邸正門（左）

戸田鋭之助は、美濃国大垣藩家老戸田直喬の長男として安政4年12月7日（新暦：1858年1月21日）、大垣城内（現・大垣市郭町）の戸田家屋敷で生まれた。生家の戸田治部左衛門家は初代藩主戸田氏鉄に召し抱えられた戸田永重を祖とし代々家老を務めてきた家である。嘉永5年5月（1852年）に家督を継いだ父・直喬が10代目にあたる。また母・節は8代藩主戸田氏庸の娘のため氏庸の外孫でもあり、幕末の藩主戸田氏彬・氏共は従兄にあたる。
万延元年11月（1860年）に母が死去し、さらに文久2年9月（1862年）に父・直喬も死去する。そのため幼年ながら元服して家督と家老職、1400石の知行を相続した。ただし幼年のため家老職の実態はなく、本人の回顧によると屋敷から出ることも稀であったという。両親を失った後は祖母・満佐に育てられた。明治維新後、他の家老や小原鉄心など旧大垣藩の重臣は廃藩置県で設置された大垣県の役人に登用されたが、若年の鋭之助は出仕できず、加えて家禄が80石余りに減額されたため困窮する。それでも旧藩主戸田氏共らにならって学問を志し、初め大阪開成所、次いで東京へ移り福澤諭吉の慶應義塾で学んだ。1873年（明治6年）、学業を2年で中断し大垣へと帰った。

### 銀行経営へ
1876年（明治9年）8月国立銀行条例が改正され、明治維新の際の秩禄処分で国が華族・士族に交付していた金禄公債をもって国立銀行を設立することが認められた。この法改正を機として華族・士族による国立銀行が全国各地で設立されるようになると、大垣においても旧大垣藩の士族による国立銀行設立計画が浮上した。この銀行計画に鋭之助も参画し、まず戸田氏寛（旧藩主戸田氏共の異母兄）・戸田三弥（戊辰戦争時の藩軍事総裁）・大高幸一郎（大垣藩江戸詰家老）・鈴木徹・小松桂介の計6名で1878年（明治11年）4月国立銀行の設立願書を大蔵省へ提出する。同年9月になり「第百二十九国立銀行」の設立が認可されると11月には創業総会が開催され、戸田氏寛が頭取、戸田三弥や鋭之助らが取締役に選出される。そして12月17日付で大蔵省から開業免状が下付され、ここに第百二十九国立銀行が発足した。
営業開始と同月にあたる1879年（明治12年）4月、鋭之助は第百二十九国立銀行の副頭取に就任した。さらに1888年（明治21年）11月、戸田氏寛と役職を入れ替えて第2代頭取に就任する。翌1889年（明治22年）1月一旦取締役に戻るが、1891年（明治24年）1月に再び頭取に就いた（副頭取戸田氏寛）。その第百二十九国立銀行の傍系貯蓄銀行として1894年（明治27年）8月に株式会社大垣貯蓄銀行が発足すると同社の頭取も兼ねた。
第百二十九国立銀行の営業満期（免許後20年すなわち1898年12月まで）が近づくと後継銀行の設立手続きが採られ、1896年（明治29年）3月9日に株式会社大垣共立銀行が立ち上げられた。鋭之助は大垣共立銀行初代頭取に就任する。新体制となった大垣共立銀行は1900年（明治33年）には同じ大垣の美濃実業銀行を合併し事業拡大に踏み出したが、日露戦争後の反動恐慌（1907年）を経験すると安田財閥に経営指導を求め自らその傘下に入ることとなった。その結果1909年（明治42年）7月、安田家から安田善三郎が新頭取に就任し、鋭之助は副頭取へと移った。
また1898年（明治31年）、岐阜県を管轄する農工銀行として株式会社濃飛農工銀行が発足すると、十六銀行頭取渡辺甚吉とともに銀行界を代表して取締役に加わった。

### 大垣政財界での活動
1893年（明治26年）3月、大垣の商工業者でつくる大垣商業会議所（現・大垣商工会議所）が発足する。鋭之助は同月の第1回役員選挙で会員（後の議員）に当選し、1904年（明治37年）8月には辞任した安田和助にかわり第2代会頭に就任した。
銀行重役と商業会議所会頭を兼ねた鋭之助は大垣財界にて様々な会社の起業に関わった。その一つ電気事業では坂内川（揖斐川支流）での水力発電計画に参画し、発起人の代表として1906年（明治39年）2月の水利権獲得に関与する。水利権獲得後に日露戦争後の反動恐慌が発生したため会社設立が難航したものの旧大垣藩出身の立川勇次郎が発起人に引き入れられると順調に進むようになり、1912年（大正元年）11月に揖斐川電力（現・イビデン）として会社設立に至った。揖斐川電力初代社長は立川勇次郎で、鋭之助は取締役に選ばれている。ただし取締役在任期間は短く1915年（大正4年）6月の改選で退いた。同年12月に揖斐川電力が営業を開始した後、翌年7月の開業式を前に鋭之助と社長の立川は揖斐川電力設立によって町の発展に貢献したとして大垣町から感謝状・記念品の贈呈を受けた。
都市ガス事業起業にも発起人として関係しており、1912年（明治45年）1月に大垣瓦斯（後の大垣瓦斯電気、現・大垣ガス）として会社が発足した際には監査役に選ばれた。
政界では1889年9月に初代大垣町長に就任し、翌年4月まで務めた。町長は1893年10月に再任（第3代）されているが同月中に辞任している。次いで1901年（明治34年）8月大垣町会議員に当選し、1911年（明治44年）8月にかけて在職した。その後1918年（大正7年）4月の市制施行に際し市会より初代大垣市長候補（第二候補者）に推されたが第一候補者三原範治の就任が認められたため鋭之助は就任していない。

### 晩年
昭和に入ると徐々に役職から退いた。まず1927年（昭和2年）1月、濃飛農工銀行取締役を退任。同年6月には大垣瓦斯電気監査役からも退いた。
1930年（昭和5年）2月、商工業発展への貢献をたたえ大垣商工会議所の発起により寿像が製作された（作者は河村目呂二）。1937年（昭和12年）3月、役員改選にあわせて1904年から務めてきた大垣商工会議所会頭を退任し、顧問に退く。同年7月には三男・良直と交代する形で大垣貯蓄銀行代表を辞任した。
1941年（昭和16年）9月28日に死去、83歳没。大垣共立銀行副頭取に在職中であった。10月8日に大垣市内の全昌寺で葬儀が行われた。

## 家族・親族
戦国武将戸田永重を祖とする大垣藩家老・戸田治部左衛門家の11代目。父・直喬（1831-1862年）は10代当主、母・節は8代藩主戸田氏庸の娘である。また妹・ちよう（1859年生）は小倉藩士から仙台の実業家となった早川智寛に嫁いだ。
妻・ひろ（1862年生）は大垣藩の儒学者野村藤陰の娘で、工学博士の野村龍太郎は義兄にあたる。男子のうち長男・直温（1885-1976年）は東京帝国大学法科大学を経て鉄道院に入って鉄道官僚となり、退官後は奈良電気鉄道社長・華北運輸社長、太平洋戦争後は大垣ガス社長・日本ガス協会会長などを務めた。直温の妻・澤子（1891年生）は内務官僚青木元五郎の次女。三男・良直（1895年生）は東京高等商業学校を出て実業界に入り、大垣貯蓄銀行で支配人を経て頭取となった人物。1943年に大垣貯蓄銀行が大垣共立銀行に合併されると同行に転じ、専務を経て1953年まで副頭取を務めた。良直は矢橋亮吉の長女・道子（1902年生）を妻とする。
女子のうち四女けい（1881年生）は工学博士で東京帝国大学教授の桂弁三に、五女たを（1887年生）は朝鮮総督府医院院長の早野龍三に、七女・収（1898年生）は愛知県人盛田彦太郎にそれぞれ嫁いだ。収の夫は後の14代盛田久左衛門で、その子（鋭之助の孫）にソニー創業者の一人盛田昭夫がいる。